# 福井県立若狭歴史博物館
福井県立若狭歴史博物館（ふくいけんりつ わかされきしはくぶつかん）は、福井県小浜市遠敷にある歴史博物館。
旧名称は福井県立若狭歴史民俗資料館。

## 概要
1982年（昭和57年）10月に「福井県立若狭歴史民俗資料館」として開館し、1993年（平成5年）に民俗関係の展示内容を強化する形で常設展示の内容を拡充した。
考古学関連を中心とした展示であったが、中・近世の歴史関連なども拡充して近隣の若狭地域の歴史・文化を幅広く紹介する展示へ転換を図ることになり、2013年（平成25年）9月1日から休館して改装することになった。
2014年（平成26年）7月18日に「福井県立若狭歴史博物館」に改名して新装開館した。
この新装開館に伴い、「みほとけ」「祭りと芸能」「歴史」の3分類からなる展示となり、現在も続く祭礼関連の展示も行われるようになった。
「みほとけ」ゾーンでは、若狭地方に伝来した仏像を展示しており、実物作品とともに、実物の展示が困難な作品については精巧なレプリカが展示されている。
当館に寄託されている仏像には美浜町の青蓮寺所蔵の「木造観音菩薩立像」（国の重要文化財）などがある。
「歴史」ゾーンでは、小浜藩医だった杉田玄白が出した「解体新書」の原書や、小浜藩が設置した火縄銃などを実物展示している。

## 施設沿革
- 1982年（昭和57年）10月 - 「福井県立若狭歴史民俗資料館」として開館[3][2]。
- 1993年（平成5年） - 民俗関係の展示内容を強化する形で常設展示の内容を拡充[3]。
- 2013年（平成25年）9月1日 - 改装工事のため一時閉館[3]。
- 2014年（平成26年）7月18日 - 「福井県立若狭歴史博物館」に改名して新装開館[1][2]。

### 常設展示
- 若狭のみほとけ - 平安時代や鎌倉時代の仏像を展示[4]。
- 若狭の祭りと芸能 - 現在も続く祭礼関連を展示[4]。
- 若狭のなりたち[8]
- 若狭から都への道 - 若狭と都との関係性を立体地図と音声で展示[2]。
- 若狭への海の道[8]

### 企画展示
- さまざまなテーマ展示が行われる。

## 文化財

### 重要文化財（国指定）
- 世界及日本図 八曲一双（歴史資料の部で指定）
- 福井県鳥浜貝塚出土品 一括

| 世界及び日本図 |  | 世界及び日本図 |
| 世界及び日本図 |  |                |

- 木造観音菩薩立像 - 美浜町の青蓮寺所有[6]。同寺の本尊として伝えられてきた平安時代初期の作とみられる仏像[6]。

## 利用案内
- 開館時間：9:00-17:00（入館は16時30分まで）
- 休館日:第2・第4月曜日、年末年始、その他館が定める日
- 入場料:一般300円、高校生以下・70歳以上・身障者手帳をお持ちの方無料

## 所在地
- 福井県小浜市遠敷2丁目104

## 交通アクセス
- 鉄道:西日本旅客鉄道（JR西日本）東小浜駅から東へ徒歩7分
- 車:舞鶴若狭自動車道小浜ICから2.5km